# 怒江杜鹃
怒江杜鹃（学名：Rhododendron saluenense）为杜鹃花科杜鹃花属下的一个变种。

## 扩展阅读
維基物種上的相關：怒江杜鹃